# Peau d'ange (film, 2002)
Pour les articles homonymes, voir Peau d'ange.
 (mai 2017).
Si vous disposez d'ouvrages ou d'articles de référence ou si vous connaissez des sites web de qualité traitant du thème abordé ici, merci de compléter l'article en donnant les références utiles à sa vérifiabilité et en les liant à la section « Notes et références ».
Pour plus de détails, voir Fiche technique et Distribution.
Peau d'ange est un film français réalisé par Vincent Perez, sorti en 2002.

## Synopsis
Angèle, une jeune fille à peine sortie de l'adolescence, a la faculté d'accumuler les coups durs sans se rebeller. Elle quitte sa campagne natale pour aller travailler comme domestique dans la ville voisine de la ferme de ses parents. Elle rencontre un homme un peu paumé, qui préfère boire un verre plutôt que d'assister à l'enterrement de sa mère et passe une nuit avec lui. Pour elle, une nuit d'amour où elle lui offrira son cœur tout entier ; pour lui, une consolation.
Imprégnée du souvenir de son premier amant, la jeune femme part à la recherche de Grégoire, une quête qui la mènera en prison. Il ne veut jamais revoir ni elle, ni cette petite ville de province où il a passé son enfance et dont il a décidé de n'emporter aucun souvenir. Leurs destins se sépareront, mais ils porteront, chacun à leur manière, une empreinte inoubliable de cette nuit.

## Fiche technique
- Titre : Peau d'ange
- Réalisation : Vincent Perez
- Scénario : Karine Silla, Vincent Perez et Jérôme Tonnerre
- Dialogues : Karine Silla
- Photographie : Philippe Pavans de Ceccatty
- Cadreur : Vincent Perez
- Costumes : Fabienne Josserand
- Son : Laurent Zeilig
- Décor : Frédérique Benard
- Musique : Replicant, M, Barbara, Alain Bashung, Les Rita Mitsouko…
- Montage : Laurence Briaud
- Production : Virginie Silla et Luc Besson
- Société de production : EuropaCorp
- Société de distribution : EuropaCorp Distribution (France)
- Pays d'origine :  France
- Format : couleurs - 2,35:1 - son Dolby Digital - 35 mm
- Genre : Drame et romance
- Durée : 85 minutes
- Date de sortie :
  - Canada : 24 août 2002 (Festival du film de Montréal)
  - Belgique : 28 septembre 2002 (festival international du film francophone de Namur)
  - France, Belgique : 9 octobre 2002
- Budget : 4 250 000 €[réf. nécessaire]

## Distribution
- Morgane Moré : Angèle
- Guillaume Depardieu : Grégoire
- Karine Silla : Laure
- Magali Woch : Josiane
- Dominique Blanc : Catherine
- Valeria Bruni Tedeschi : L'avocate d’Angèle
- Olivier Gourmet :  Faivre
- Marine Delterme : La femme de Faivre
- Michel Vuillermoz : L'oncle de Grégoire
- Esse Lawson : Amira
- Hélène de Saint-Père : Mme Artaud
- Laurent Terzieff : M. Grenier
- Maryline Even : Jocelyne
- André Marcon : Le père d'Angèle
- Stéphane Boucher : Docteur Artaud
- Jean-Philippe Écoffey : un homme au bar
- Bruno Todeschini : un homme au bar

## Autour du film
- Le tournage s'est déroulé durant deux semaines dans la région d'Auxerre, puis deux semaines en Anjou, à Cholet et dans la campagne voisine à Chemillé, et le reste dans les environs de Paris.
- Ce film peut être une adaptation non créditée du roman La fille que jai abandonnée de  Shūsaku Endō.

### Un hommage à Barbara
La chanson de Barbara La Petite Cantate tient une place importante dans le film. Vincent Perez a ainsi voulu rendre hommage à la chanteuse. Celui-ci explique : « Pour moi, cette chanson est un contrepoint à des situations fortes, pesantes. Elle est légère. »

### Le sujet de Peau d'Ange
« Nous y sommes venus peu à peu. Lorsque Karine écrivait, Angèle existait. Dès les premières lignes, Angèle était comme l'air, impalpable, irréelle. Karine l’a rendue vivante. Angèle comme Karine attirent la confiance des gens. Elles sont faites de la même âme. Angèle nous troublait, Jérôme Tonnerre et moi, étions bousculés par sa pureté, l’évidence du personnage était très forte. Il nous a guidé et nous l’avons suivi. »

« L'amour que j'ai pour le cinéma, l'image, la photographie, a toujours existé ", a-t-il dit. " Ayant été photographe, je me sens un peu détenteur d'une technique, d'un regard et je suis un peu frustré de ne pas m'en servir dans mon travail d'acteur. C'est comme une boucle que j'ai pu fermer. »

### La réalisation (parVincent Perez)
« J'ai fait de la photographie au centre Doret, une école de photographie en Suisse où les gens viennent du monde entier pour suivre des cours très théoriques. Je travaillais aussi dans un studio photo où je passais toutes mes journées dans la chambre noire d’un laboratoire à développer des images. J’ai fait cela pendant deux années puis j’ai tout mis de côté pour le métier d’acteur.

J'ai toujours un appareil photo avec moi et mes images parlent souvent mieux que je ne le fais avec des mots. 
Au conservatoire national supérieur d'art dramatique de Paris et à l'école des amandiers de Nanterre, j’ai pu mettre en scène mes camarades et j’ai monté des spectacles. Mais mon envie de mettre en scène s’est développée, à travers mes expériences de films. C’est le privilège de l’acteur d’être dans le cercle intime du metteur en scène pendant un tournage. Et tous les metteurs en scènes avec qui j’ai travaillé m’ont certainement donné, malgré eux, l’envie de passer derrière la caméra. »

### Des acteurs familiers àVincent Perez
Peau d'Ange est le premier long métrage de Vincent Perez en tant que réalisateur. Ce dernier avait auparavant mis en scène trois courts métrages : L'Échange (1992), Rien dire (1999) et Hier tu m'as dit demain (2000).
Dominique Blanc figurait déjà au générique de L'Échange, le premier court métrage de Vincent Perez. Valeria Bruni-Tedeschi et Karine Silla ont aussi fait équipe avec ce dernier dans son court métrage Rien dire.

### Travailler avecVincent PerezselonMorgane Moré
Concernant la préparation au rôle d'Angèle, Morgane Moré se souvient : « J'ai été impressionnée par la sérénité de Vincent Perez  en tant que réalisateur. Il ne s'est énervé sur moi qu'une seule fois, mais j'en avais vraiment besoin. Il a constamment su me motiver sans m'enfermer. Il m'a laissée libre. Quand je n'y arrivais pas, il m'aidait à travailler, il m'apprenait des techniques d'acteur. »

## Distinctions
- Morgane Moré a reçu le Swan d'or de la révélation féminine au festival de Cabourg 2003.